# Abwehrgruppe-108
Abwehrgruppe-108 – oddział rozpoznawczo-wywiadowczy Abwehry podczas II wojny światowej
Grupa była podporządkowana Abwehrkommando-3. Działała na okupowanej Białorusi w pasie działań niemieckiej 4 Armii Pancernej gen. Ericha Hoepnera. Na jej czele stali por. Katerfeldt, ppor. Kieffer, a następnie ppor. Schilling. Agentura była werbowana w obozach jenieckich dla czerwonoarmistów na Białorusi. Werbunek prowadzili ppor. Kieffer i Rosjanin SS-Sonderführer Kowalski. Agenci przechodzili krótki kurs wywiadowczy w zakresie topografii i metod zbieranie informacji, po czym byli wykorzystywani na okupowanych terenach ZSRR, a także przerzucani na tyły Armii Czerwonej. Od 1943 r. były prowadzone specjalistyczne kursy wywiadowcze we wsi Bolszakowka w rejonie Orszy. Na ich czele stał SS-Sonderführer Kowalski. Abwehrgruppe był podporządkowany oddział CBF "Falke" pod dowództwem ppor. Hellera. Od marca 1943 r. działał on w rejonie Rosławia.